# Gortyna gigantea
Gortyna gigantea là một loài bướm đêm trong họ Noctuidae.